# Money (magazin)
A Money  a Time Inc. által kiadott újság. Az első száma 1972 októberében jelent meg. A cikkei kiterjednek a személyes pénzügyekre, befektetésekre, adókra, nyugdíjra és családi pénzügyekre is, mint például az iskoláztatásra és karrierre is. A jól ismert "Hol a legjobb élni Amerikában" listát évente adják ki.